# Cabañas (Copán)
Cabañas é um município de Honduras, localizado no departamento de Copán.